# Super Fly
Super Fly è un film poliziesco del 1972, prodotto e diretto da Gordon Parks Jr..
Nel 2022 è stato selezionato per la conservazione nel National Film Registry degli Stati Uniti dalla Biblioteca del Congresso come "culturalmente, storicamente o esteticamente significativo."

## Produzione
Girato tra gennaio e aprile del 1972 nei dintorni di New York, l'opera venne prodotta dallo stesso regista, con la collaborazione di Sig Shore, autore di Shaft, pellicola che ha inaugurato il filone black. Nel cast compare anche, in un piccolo cameo, Curtis Mayfield.

## Distribuzione
Il film è uscito negli Stati Uniti il 4 agosto 1972, mentre non esistono sul mercato home video edizioni italiane.
Sia su internet che nelle principali monografie cinematografiche, il lungometraggio è accreditato o come Super Fly o con la dicitura Superfly.

## Accoglienza
La rivista FilmTv considera la pellicola: «uno stracult della blaxploitation, la serie B fatta su misura per gli afroamericani».
Recensione positive vennero redatte dalle principali testate statunitensi come il New York Times, Time Out e Hollywood Reporter.